# John Salas
John Michael Salas Torres (12 de octubre de 1996) es un futbolista profesional chileno que se desempeña como Defensa. Actualmente juega en Santiago Wanderers de la Primera B chilena.

## Clubes
| Club                           | País  | Año       |
| ------------------------------ | ----- | --------- |
| Naval                          | Chile | 2013-2014 |
| Universidad de Chile           | Chile | 2015-2019 |
| → Deportes Santa Cruz (cedido) | Chile | 2017      |
| → Iberia (cedido)              | Chile | 2018      |
| → Coquimbo Unido (cedido)      | Chile | 2019      |
| Coquimbo Unido                 | Chile | 2020-2021 |
| Everton                        | Chile | 2022      |
| Unión La Calera                | Chile | 2023      |
| Curicó Unido                   | Chile | 2024      |
| Santiago Wanderers             | Chile | 2025-Act. |

## Palmarés

### Campeonatos nacionales
| Título    | Equipo         | País  | Año  |
| --------- | -------------- | ----- | ---- |
| Primera B | Coquimbo Unido | Chile | 2021 |